# Lwazi Mvovo
Lwazi Mvovo (nacido en Umtala el 3 de junio de 1986) es un exjugador de rugby sudafricano, que jugaba de wing para la selección de rugby de Sudáfrica y para los equipos Natal Sharks y los Sharks en el Super Rugby.
Su debut con la selección de Sudáfrica se produjo en un partido contra Escocia en Murrayfield el 20 de noviembre de 2010.
Seleccionado para la Copa del Mundo de Rugby de 2015, Mvovo anotó un ensayo en la victoria de su equipo sobre Estados Unidos 64-0 durante la fase de grupos.